# O7
O7 war der Name einer Münchner Widerstandsgruppe gegen den Nationalsozialismus. Die Gruppe, deren Mitglieder aus verschiedenen politischen Richtungen kamen, trat insbesondere in der Endphase des Zweiten Weltkriegs in Aktion, als sie mit der Freiheitsaktion Bayern zusammenarbeitete. Führende Mitglieder waren Peter Göttgens und Franz Schneider.

## Entstehen der O7
Peter Göttgens bildete bereits 1937 in München eine kleine Gruppe von Gegnern der Nationalsozialisten. Nach Beginn des Zweiten Weltkriegs wurde die Gruppe durch Einberufungen und Arbeitseinsätze geschwächt. 1943 lernte Göttgens Franz Schneider kennen, der ebenfalls eine kleine Widerstandsgruppe aufgebaut hatte. Mitte 1943 vereinigten sie die Gruppen unter dem Namen O7, was für Organisation im Wehrkreis VII stand.
Die Gruppe hatte etwa 20 bis 30 Mitglieder und wurde in Zellen eingeteilt. Weitere führende Mitglieder waren Hans Brocksieper, Fritz Hofmann, Hans Stelzer und Georg Weiß. Politische Ansichten wurden bewusst nicht diskutiert, um den Zusammenhalt der Gruppe nicht zu gefährden.

## Aktivitäten bis 1945
Ziel der O7 war die Beendigung des Kriegs. Zu ihren Aktivitäten gehörten Flugblattaktionen und Anti-Kriegs-Parolen an Hauswänden. Einige Mitglieder, die bei der Wehrmacht arbeiteten, stellten falsche Entlassungspapiere und Untauglichkeitsbescheinigungen aus. Die Gruppe versteckte auch eine Anzahl von Personen, die von den Nationalsozialisten verfolgt wurden, und fälschte Lebensmittelkarten, um sie zu versorgen.
Obwohl sowohl Göttgens als auch Schneider (unabhängig voneinander) bereits 1939 nach dem Münchner Attentat auf Hitler von der Gestapo kurzzeitig verhaftet und anschließend überwacht wurden, gehörte die O7 zu den wenigen Widerstandsgruppen, die von der Gestapo nicht zerschlagen werden konnten.

## Endphase des Kriegs
Als Anfang 1945 die baldige Niederlage absehbar war, bereitete die Gruppe einen aktiven und bewaffneten Widerstand vor, um eine Verteidigung Münchens gegen die einmarschierende US-Armee zu verhindern, und damit eine weitere Zerstörung und weiteres Blutvergießen zu vermeiden. Dazu legte sie ein Versteck mit Waffen an, die aus Wehrmachtsbeständen entwendet worden waren.
Am 15. April verteilte sie ein Flugblatt mit dem Titel „Die 10 Gebote zur Verteidigung Münchens gegen Krieg und Naziblutrausch“, in dem sie zu einer Einstellung der Kämpfe aufrief. Danach nahm sie Kontakt zu Rupprecht Gerngross von der Freiheitsaktion Bayern auf und sagte ihm ihre Unterstützung zu. Am 27. April verhandelte die O7 mit dem Münchner Polizeipräsidenten Hans Plesch und erreichte, dass dieser die Polizei nicht zur Verteidigung Münchens einsetzte. Am 29. April verstärkten Mitglieder der O7 die Freiheitsaktion Bayern bei der Besetzung des Rathauses. Aktionen der O7 fanden auch in anderen Städten in der Nähe von München statt, darunter Ebersberg, Wolfratshausen und Grafing. Bei den Aktionen wurden Parteifunktionäre verhaftet und Regierungstruppen zum Einstellen der Kämpfe überredet. In Grünwald kam es zu einem Gefecht mit der SS.
Auch nach dem Scheitern der Freiheitsaktion Bayern war die O7 weiter aktiv, sabotierte eine wichtige Nachrichtenverbindung der Wehrmacht und informierte die US-Armee über den verbliebenen Widerstand der Nationalsozialisten in München.